# 北川本家
株式会社北川本家（きたがわほんけ）は京都府京都市伏見区にある酒類醸造会社である。創業は明暦3年（1657年）以前と伝えられている。会社設立は昭和11年。

## 概要
江戸時代から続く伏見の老舗酒蔵である。現在の主要銘柄は富翁で、昭和58年（1983年）に全国新酒鑑評会に初出品し、2015年2月時点で金賞を15回受賞している。
越前糠氏を筆頭に１２０人いた蔵人は現在8名のスタッフで酒造りが行われている。

## 銘柄

### 日本酒
- 富翁 （とみおう）

ラベルにおいてはローマ字では「TOMIO」、カタカナでは「トミオー」と表記される場合がある。「純米大吟醸 全量山田錦」のラベルには「Since 1657」の表記があるが、伏見酒造組合の理事長を務めた北川三右衛門（北川本家 第10代目当主）が四書五経の中にある語句「富此翁」から、1910年(明治43年)に「富翁」と名付けた。当初はふうおう（フーオー）と呼んでいたが、戦後頃から「とみおう（トミオー）」の読みへ変化している。平成15、17、18、19、21、23、25、26、27、28年度酒造年度全国新酒鑑評会金賞、平成16、20、24年度酒造年度全国新酒鑑評会入賞。
- 乾風（あなぜ）
- ふり袖

1910年に伏見区向島橋詰町の旧蔵元で醸造を開始し、1944年に向島の北川家を中心に5つの酒蔵（北川家、橋本家、竹谷家、大八木家、谷家）が合併して向島酒造株式会社が設立され「ふり袖」の製造を引き継ぎさらに1989年に山本本家を中心に5つの酒蔵（山本本家（神聖）、向島酒造（ふり袖）、平和酒造（慶長）、豊澤本店（豊祝）、鶴正酒造（鶴正宗））が参画し、伏見銘酒協同組合を設立し、販売は自社で行いながら、旧山本本家の蔵で集約醸造を行っていたが、2010年に北川本家が再び引き継いでいる。
- 京の雅

### 単式蒸留（焼酎）
- 頑固
- はんなり

### リキュール
- はんなり京梅酒

## 所在地
〒612-8369　京都市伏見区村上町370-6